# バチカン美術館

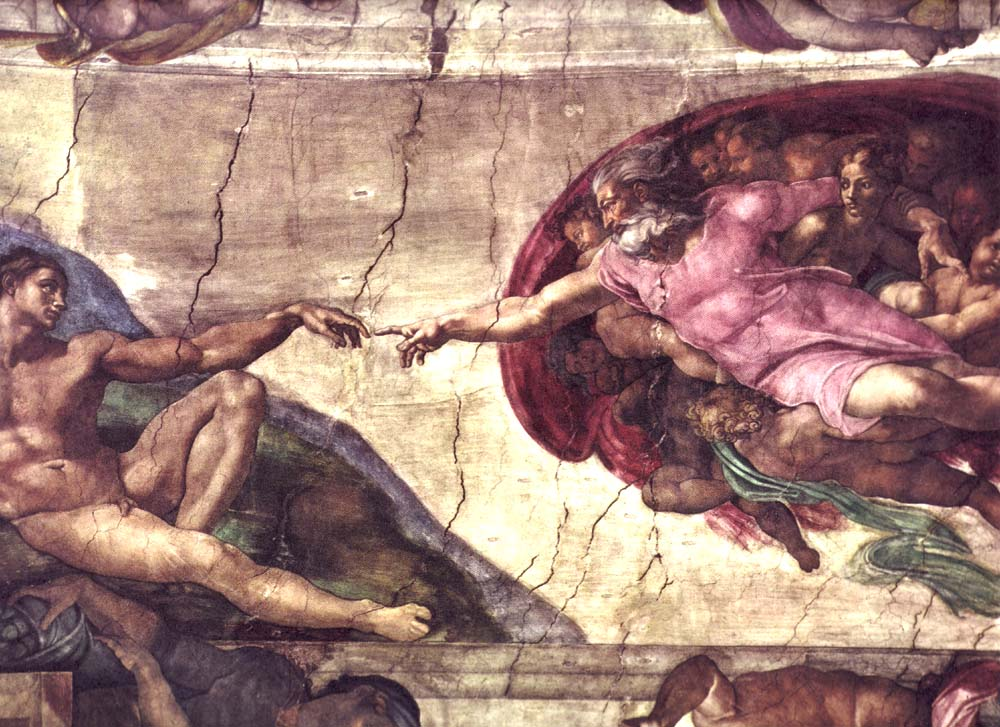
アダムの創造（部分） ミケランジェロ（システィーナ礼拝堂）

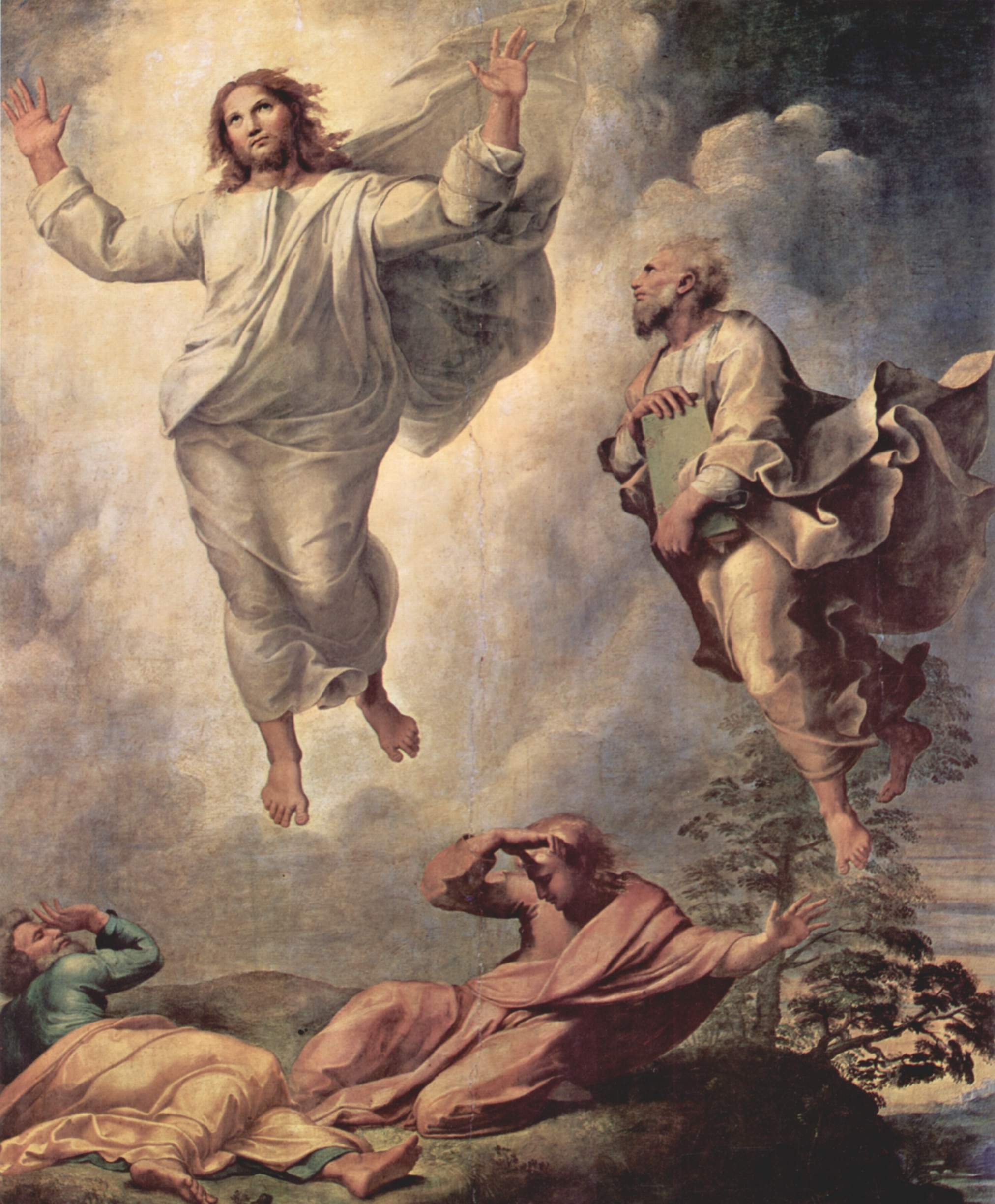
キリストの変容（部分） ラファエッロ（絵画館）

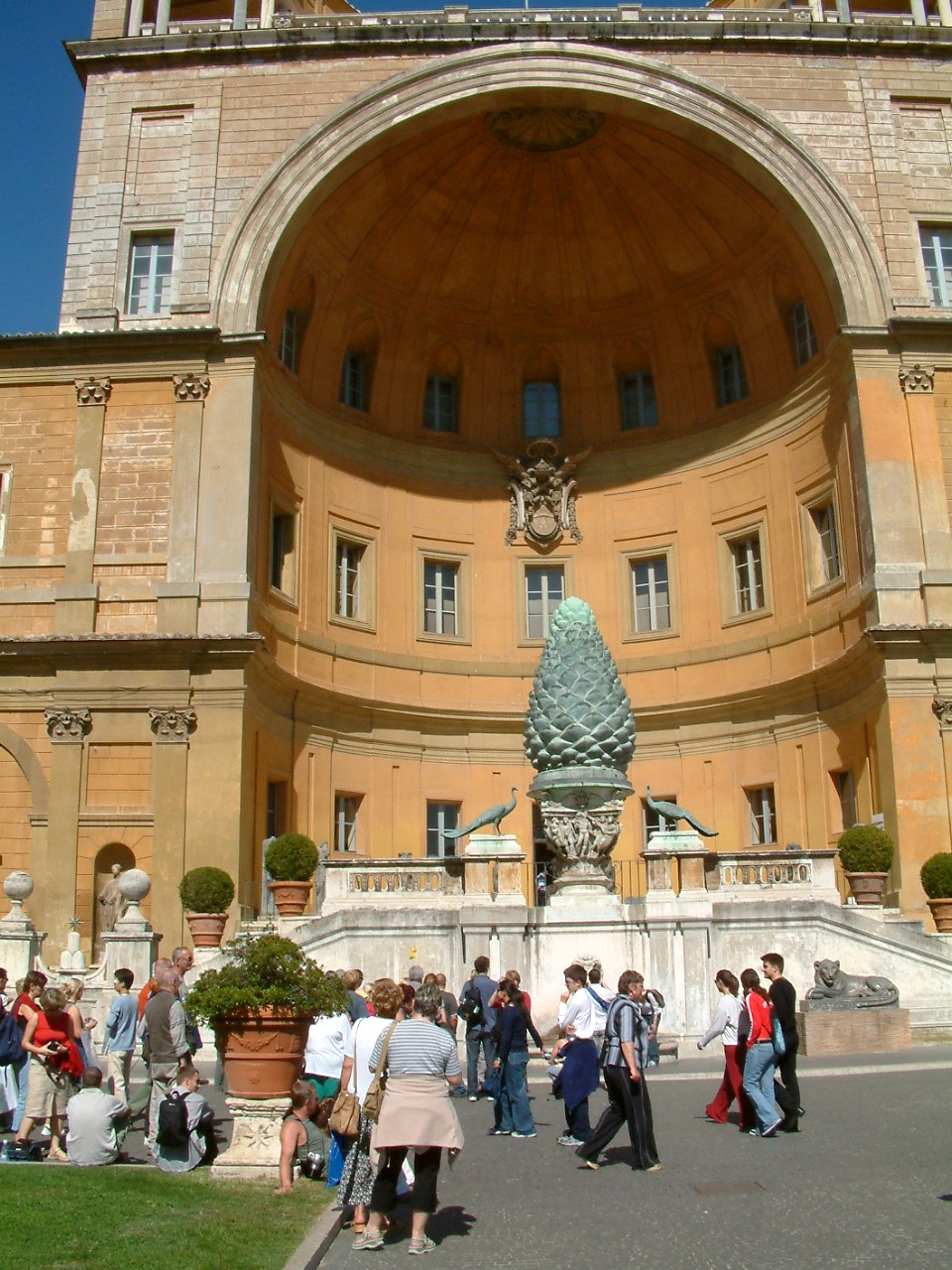
ヴァチカン美術館の中庭 (Cortile della Pigna)。Pignaとは写真中央に見える松ぼっくりの意味

バチカン美術館（バチカンびじゅつかん、ラテン語: Musea Vaticana、イタリア語: Musei Vaticani）は、ヴァチカン市国にあり、歴代ローマ教皇の収集品を収蔵展示する世界最大級の美術館である。日本語では「ヴァチカン美術館」、「バティカン美術館」などとも表記する。16世紀末に教皇ユリウス2世により創設されたこの美術館は、ベルヴェデーレの中庭の大部分を占めており、世界で最も大きな美術品コレクションの一つであり、歴代の教皇が蒐集した美術品の膨大なコレクションを展示している。ミケランジェロをはじめとする画家たちにより装飾されたシスティーナ礼拝堂と、ラッファエッロを中心とする画家たちにより装飾された教皇の居室は、見学コースに含まれている。
毎年、1800万人以上の来場者が7キロにおよぶ諸室と廊下に展示された美術作品を鑑賞する。

## 概要
カトリック教会の総本山サン・ピエトロ大聖堂の北側に隣接するヴァチカン宮殿の大部分を占める巨大な美術館である。500年以上の歴史をもつヴァチカン美術館は、新旧さまざまな美術館の複合体であり、イタリア語の館名は単数形のMuseoではなくMuseiと複数形になっている。公式の館名は「教皇の記念物・博物館・ギャラリー」（伊：Monumenti, Musei e Gallerie Pontificie／英：Pontifical Monuments, Museums and Galleries）と言う。古代（ギリシャ・ローマ）彫刻、エジプト美術、エトルリア美術、現代キリスト教美術などの専門美術館のほか、ミケランジェロの絵画で知られるシスティーナ礼拝堂、バチカン図書館、中世の教皇庁の建物の一部（「ボルジャ家の間」、「ニコラウス5世の礼拝堂」、「ラファエロの間」などを含む）も見学コースに含まれ、これらを総称して「バチカン美術館」と称している。キリスト教美術のみならず、古代ギリシャなどの異教の美術や、世界各地の民族美術なども幅広く収集展示されている。
2003年からは「目の不自由な人が、触ることで貴重な美術品にアプローチしてほしい」と言うことから予約をすれば一部の芸術品に触れることが可能になっている。
なお、2014年以降のガンドルフォ城の開放が始まったことに伴う各種取扱も、当美術館が担当している。

## 起源
ヴァチカン美術館の起源は、枢機卿ジュリアーノ・デッラ・ローヴェレ（のちのユリウス2世、在位1503年 - 1513年）の古代彫刻コレクションにまでさかのぼる。1506年1月14日にローマのサンタ・マリア・マッジョーレ大聖堂近くの葡萄畑で発掘された古代の彫像群『ラオコーン』が美術館建設の発端となった。1503年に教皇に選出されたユリウス2世は、当時ヴァチカンで働いていたジュリアーノ・ダ・サンガッロとミケランジェロ・ブォナッローティを発掘調査のため現場へと急行させた。そして彼らの助言に従って、教皇は葡萄畑の所有者からこの彫像群を購入した。その一カ月後に『ラオコーン』はヴァチカンにおいて公に展示されるに至った。その後、同教皇はヴァチカン宮殿内の「ベルヴェデーレの中庭」に、枢機卿時代に自らが収集していた『ベルヴェデーレのアポロン』などの古代彫刻を配置した。
歴代のローマ教皇は同時代の芸術家を手厚く保護し、また多くの美術品を収集した。こうして18世紀後半にはベルヴェデーレの中庭を含むピオ・クレメンティーノ美術館が成立した。19世紀にはエジプト美術館、エトルリア美術館、世俗美術館、キリスト教美術館などが次々に増設され、20世紀に至るまでバチカン美術館の拡大は続いた。
美術館は、日曜日（毎月最後の日曜日は開館）および祝日（1月1・6日、2月11日、3月11日、復活祭、復活祭翌日の月曜日、5月1日、6月29日、8月15日、11月1日、12月8日、12月25・26日）には休館である（来館前に公式サイトを要確認）。

## ヴァチカン美術館を構成する美術館群
ヴァチカンの諸美術館
バチカン絵画館（ピナコテーカ）
元来、絵画収集品はボルジャ家の居室に収蔵されていたが、ピウス11世の命により専用の絵画館が建設された（1932年）。建築家はルーカ・ベルトラーミ。ジョット、レオナルド、ラッファエッロ、カラヴァッジョ等の画家の作品を展示。
近代宗教美術コレクション
フランシス・ベーコン、シャガール、ダリ、ジョルジョ・デ・キリコ、ヴェナンツォ・クロチェッティ、フェリーチェ・ミーナ、ポール・ゴーギャン、カンディンスキー、マティス、ファン・ゴッホ等の画家の作品を展示。
ピオ・クレメンティーノ美術館
クレメンス14世（在位1769年 - 1774年）により1771年に設立され、元々古代、ルネサンス期の美術品に特化していた。その後、ピウス6世（在位1775年 - 1799年）により拡張された。今日、ギリシャ・ローマ彫刻を展示する。
布教・民族学美術館
ピウス11世（在位1922年 - 1932年）により1926年ラテラノ宮に開館。1973年、ヴァチカンに移転。アジア、アフリカ、オセアニアなど、世界各地の民族美術を展示する。大部分の展示品は教皇への贈呈品から構成される。
グレゴリアーノ・エジプト美術館
1839年、グレゴリウス16世（在位1831年 - 1846年）により開館。古代エジプトの出土品を展示。
グレゴリアーノ・エトルリア美術館
1836年、グレゴリウス16世によって開館。8つの展示室から構成されるこの美術館では、エトルリア時代（古代イタリア）の重要な出土品の美術品を展示する。ギリシャの壷のコレクション、ギリシャ・オリジナル彫刻の間が隣接する。
ピオ・キリスト教美術館
1854年、ピウス9世（在位1846年 - 1878年）によってラテラノ宮に設置。1970年、バチカンに移転。
グレゴリアーノ世俗美術館
1844年グレゴリウス16世によってローマ市内のラテラノ宮に設置。1970年、バチカンに移転。
馬車博物館
1973年、パウロ6世（在位1963年 - 1978年）により「バチカン歴史博物館」として開館。1985年に博物館本体はラテラノ宮へ移転し、歴代教皇使用の馬車、自動車の展示のみがヴァチカンに残った。
切手・貨幣博物館

ヴァチカン図書館美術館
起源は4世紀にさかのぼるとされる、世界有数の図書館。蔵書は100万冊に及び、聖書などの貴重な古写本やグーテンベルク聖書などのインキュナブラ（初期刊本）を多数所蔵する。
キアラモンティ美術館
美術館の名は、19世紀初めに美術館を創設したキアラモンティ家出身のピウス7世（在位1800年 - 1823年）に由来する。アーチ型の広大な展示室からなり、その側面には古代彫刻、石棺、フリーズなど1,000点あまりが展示されている。新館には、プリマポルタのアウグストゥスのような著名な彫刻が展示されている。キアラモンティ美術館の古館には、3000点以上から成る石碑を収蔵・展示しており、世界一の石碑コレクションを誇る。しかし、研究等を目的とする見学には、事前の請求が必要である。

教皇宮殿内のギャラリー
- 石碑ギャラリー
- 新館「ブラッチョ・ヌオーヴォ」ギャラリー
- 燭台ギャラリー
- 綴れ織りギャラリー
- 地図のギャラリー
幅6m、長さ120mの大ギャラリーの壁面にイタリアや教皇領の地図がフレスコで描かれる。1580年－1583年に描かれたものである。

教皇宮殿内の礼拝堂
システィーナ礼拝堂
シクストゥス4世により1477年－1480年に建設された。ミケランジェロの天井画『創世記』（1508年－1512年）と祭壇壁画『最後の審判』（1536年－1541年）で知られる。側壁のキリストとモーゼの生涯をテーマにした壁画は、ペルジーノ、ボッティチェッリ、ギルランダイオらの作。
ニコラウス５世の礼拝堂
13世紀に建造され、ベアート・アンジェーリコと助手（ベノッツォ・ゴッツォリを含む）により1447年から48年頃にフレスコ装飾を施された礼拝堂である。教会宮殿のなかでも最も古い、インノケンティウス3世の塔の内部、ラッファエッロが装飾した教皇居室の近くに位置する。元来、ニコラウス5世の居室内の私的礼拝堂であった。
ウルバヌス8世の礼拝堂

教皇宮殿内の居室および広間
- ビーガの広間
- 聖ピウス5世の居室
- ソビエスキの広間
- 無原罪のお宿りの広間
- ラファエッロの間
「ボルゴの火災の間」「署名の間」「ヘリオドロスの間」「コンスタンティヌスの間」から成る。これらの部屋にはユリウス2世（既出）の命でラファエッロが1508年 - 1524年にかけて壁画を制作した。「署名の間」の『アテナイの学堂』はラファエッロのと言うよりは西洋古典絵画のもっとも著名な作品の一つであろう。
- ラッファエッロの開廊
- キアロスクーロの広間
- ボルジャ家の居室 (ボルジアの間)
スペインのボルジア家出身の教皇アレクサンデル6世が1492年から1503年まで居住した。ピントゥリッキオが壁画装飾を担当している。

## 主な収蔵品
- 『ベルヴェデーレのトルソ』（ギリシャの原作のローマ時代のコピー、紀元前2世紀）（ピオ・クレメンティーノ美術館）
- 『ラオコーン像』（ローマ、1世紀）（ピオ・クレメンティーノ美術館）
- 『ベルヴェデーレのアポロン』 Apollo Belvedere （ギリシャの原作のローマ時代のコピー、2世紀）（ピオ・クレメンティーノ美術館）
- 『アルドブランディーニの婚礼』（壁画、1世紀後半）
- フラ・アンジェリコ『ニコラウス5世礼拝堂フレスコ画』　（ニコラウス5世礼拝堂）
- ミケランジェロ『システィーナ礼拝堂天井画』（1508年－1512年）（システィーナ礼拝堂）
- ラファエロ『アテナイの学堂』（1509年－1510年）（ラファエロの間）
- ラファエロ『聖体の論議』（1509年－1510年）（ラファエロの間）
- ラファエロ『聖ペテロの解放』（1513年－1514年）（ラファエロの間）
- ラファエロ『キリストの変容』（1520年）（絵画館）
- ミケランジェロ『最後の審判』（1536年－1541年）（システィーナ礼拝堂）

## ギャラリー

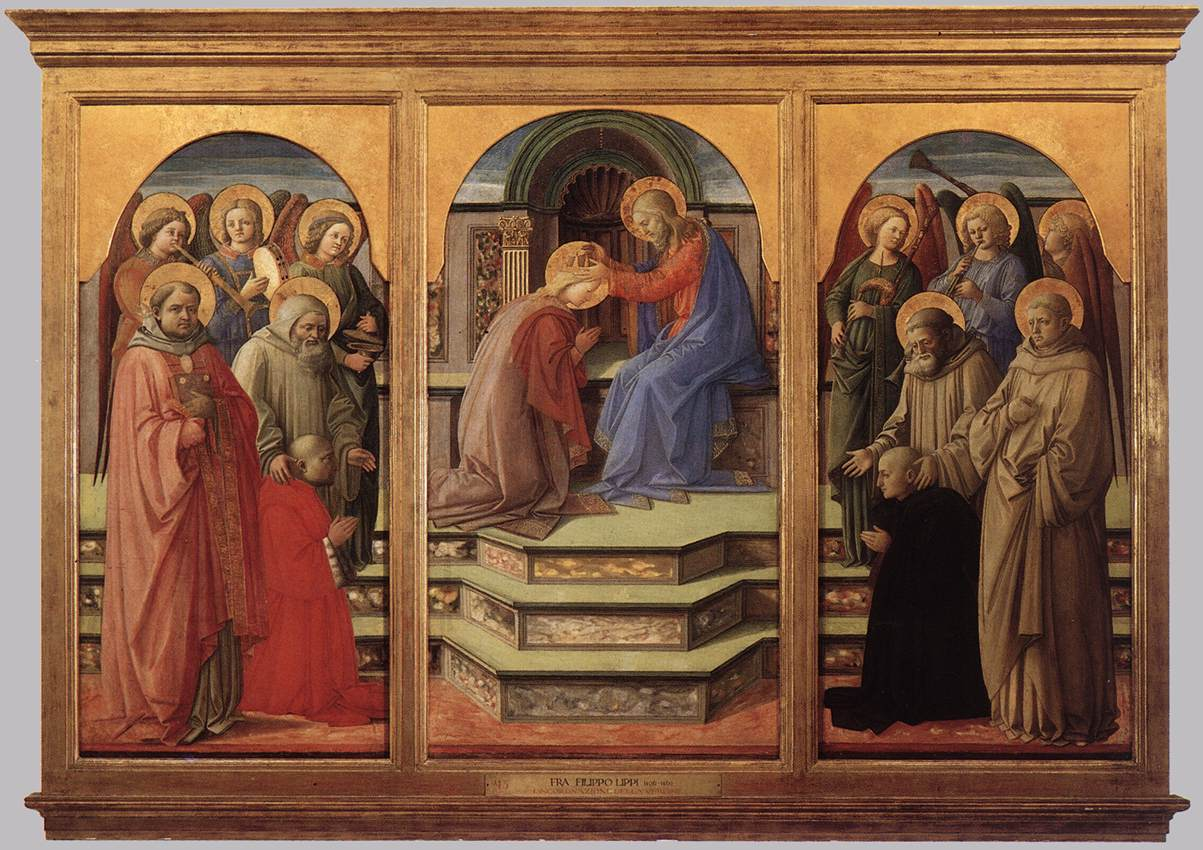
『マルスッピーニの聖母戴冠』(1444年以降)、フィリッポ・リッピ
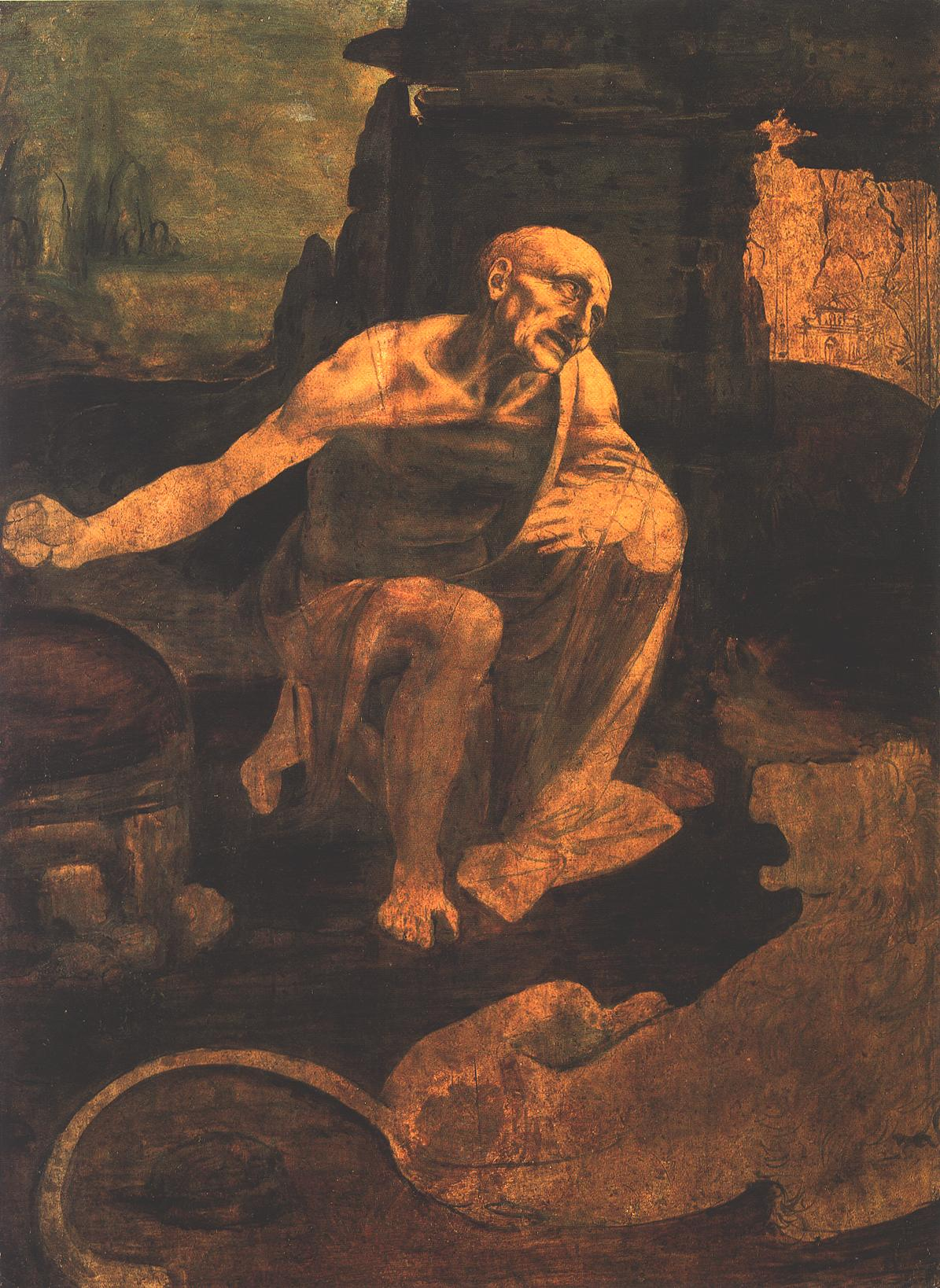
『荒野の聖ヒエロニムス』(1482年頃)、レオナルド・ダ・ヴィンチ
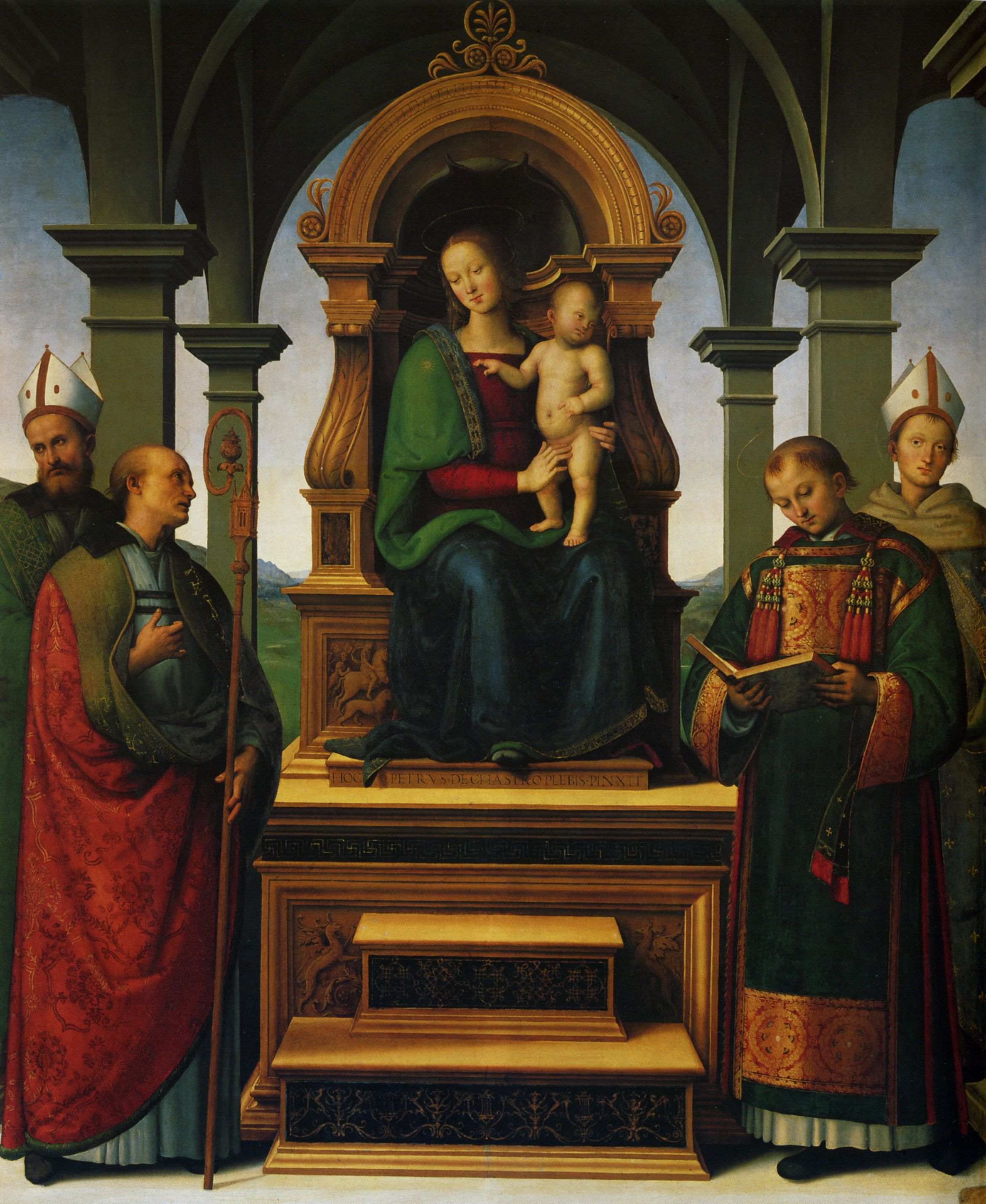
『デチェンヴィリ祭壇画』(1495-1496年頃)、ペルジーノ
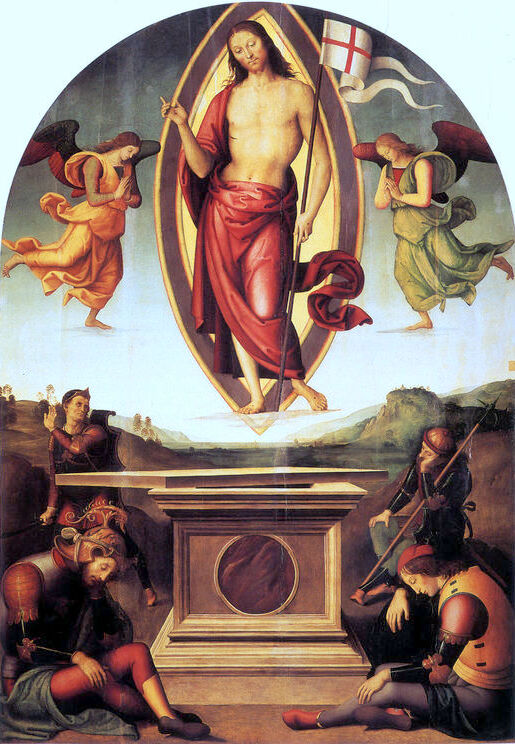
『サン・フランチェスコ・アル・プラートの復活』(1499-1501年頃)、ペルジーノ
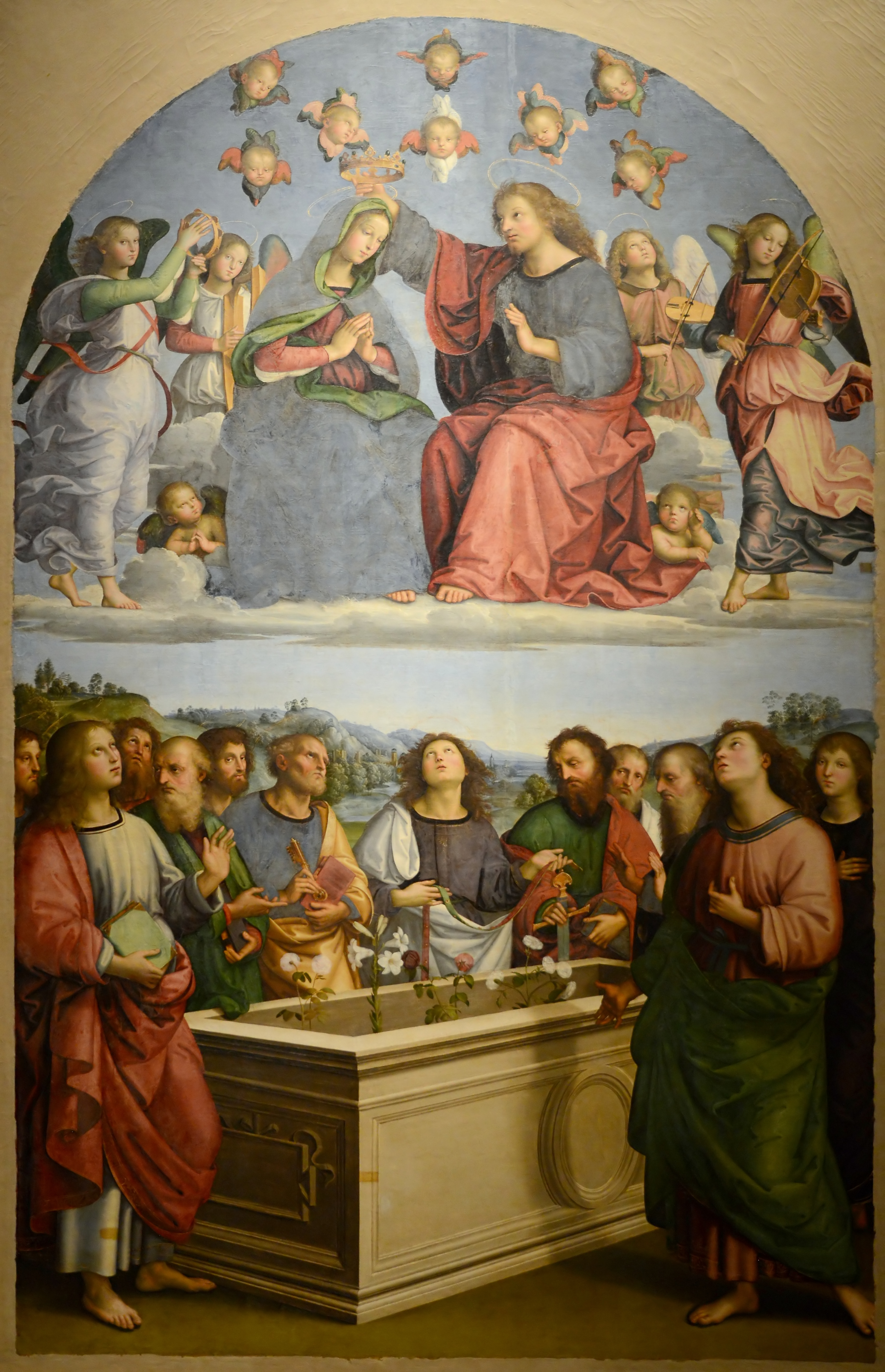
『聖母戴冠』(1502-1504年頃)、ラファエロ・サンティ
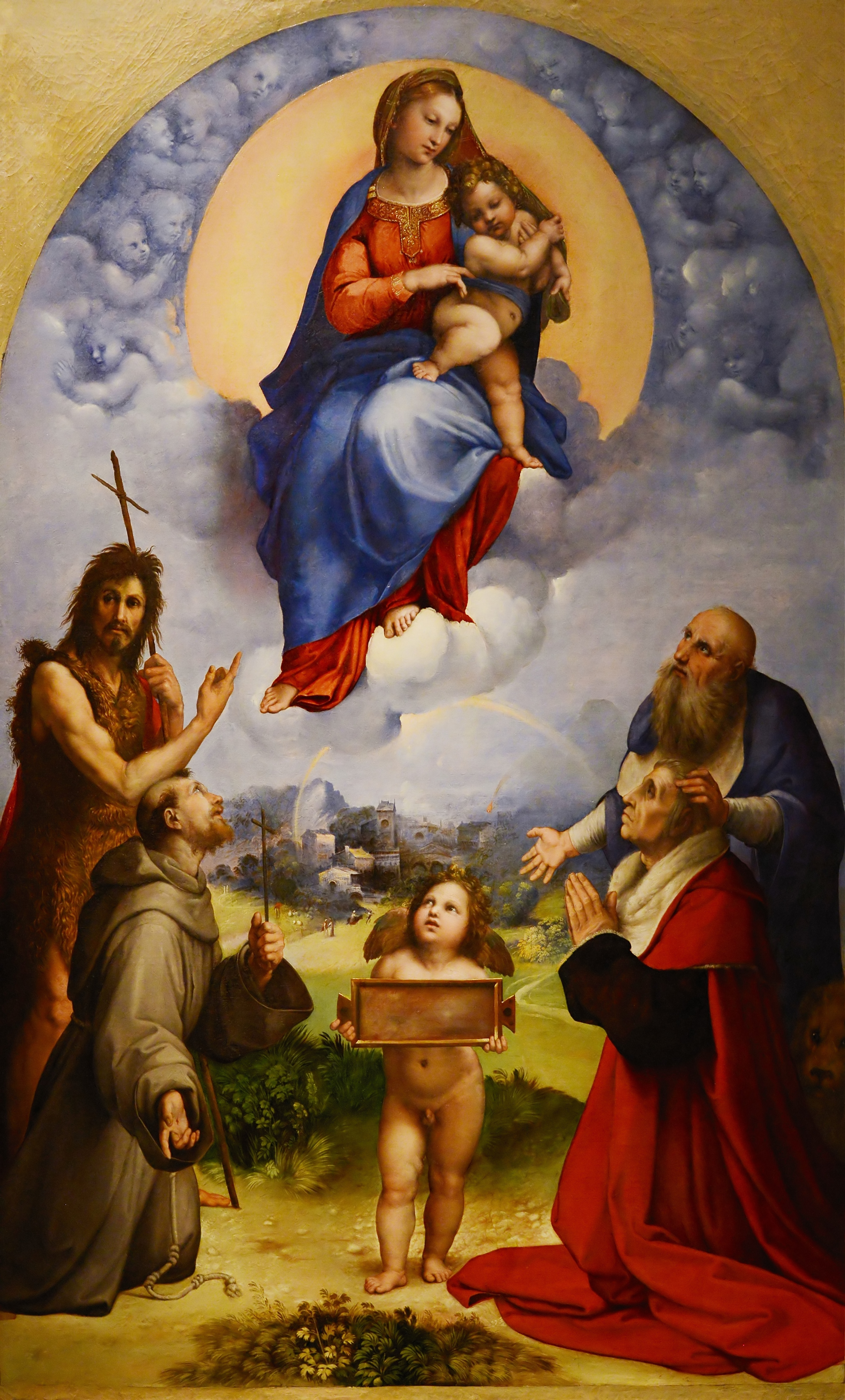
『フォリーニョの聖母』(1511-1512年頃)、ラファエロ・サンティ
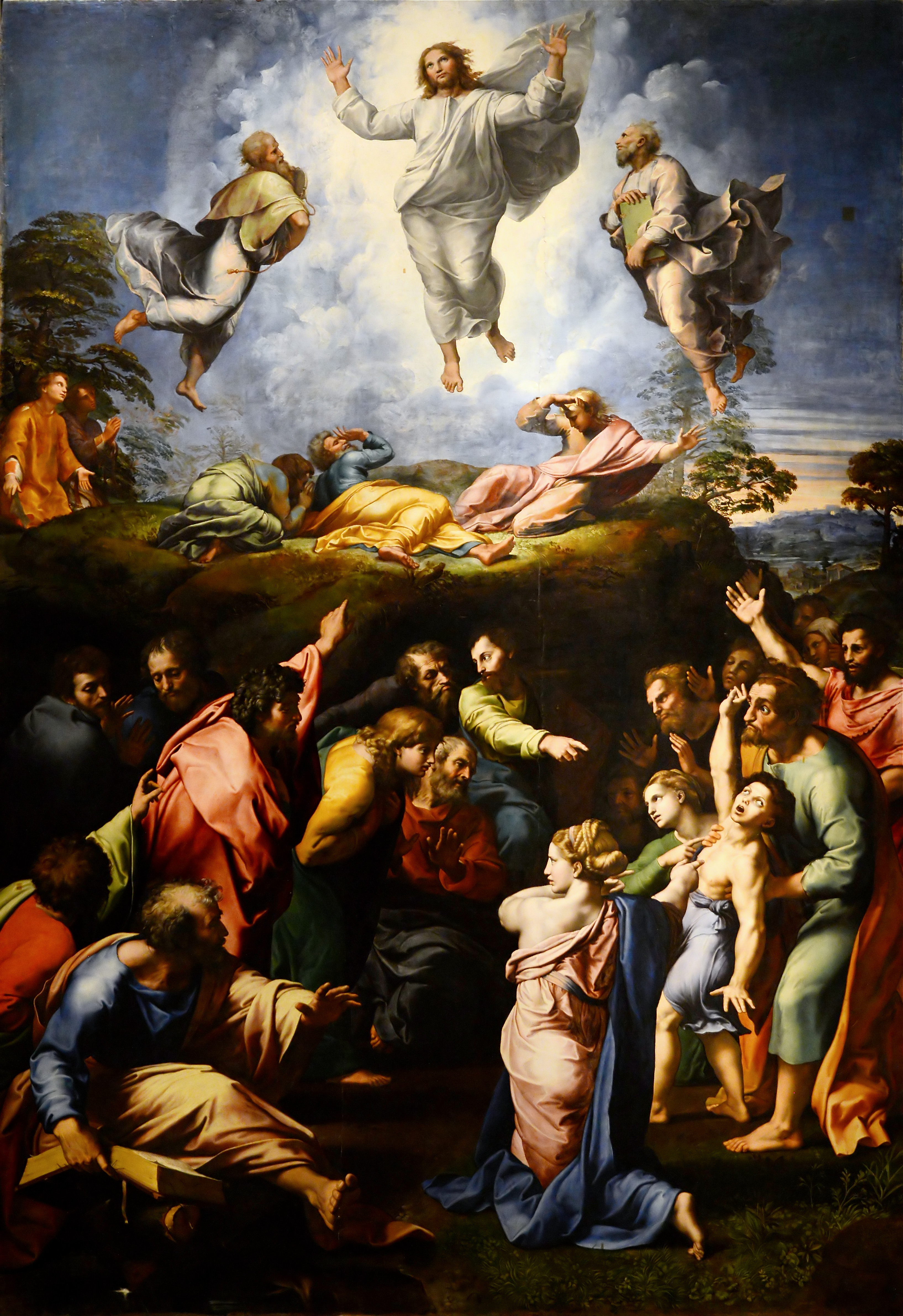
『キリストの変容』(1516-1520年)、ラファエロ・サンティ
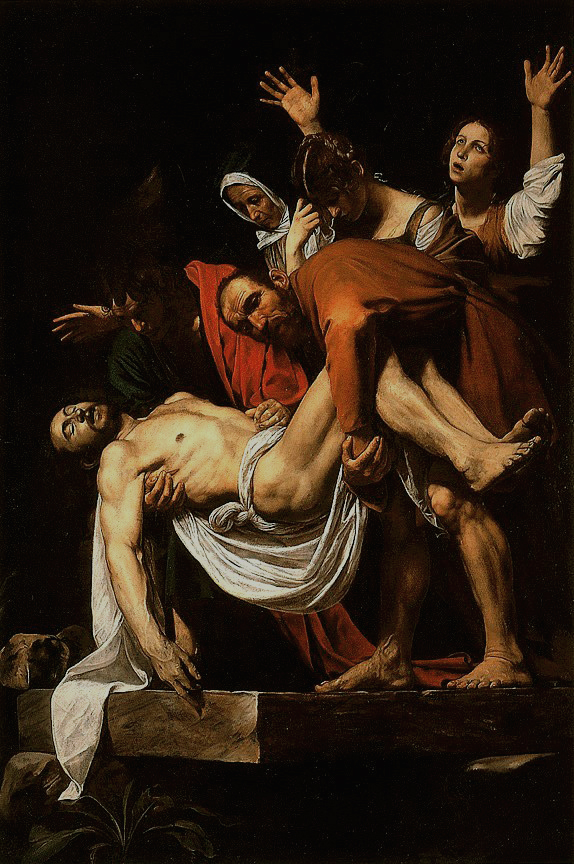
『キリストの埋葬』(1603-1604年頃)、カラヴァッジョ
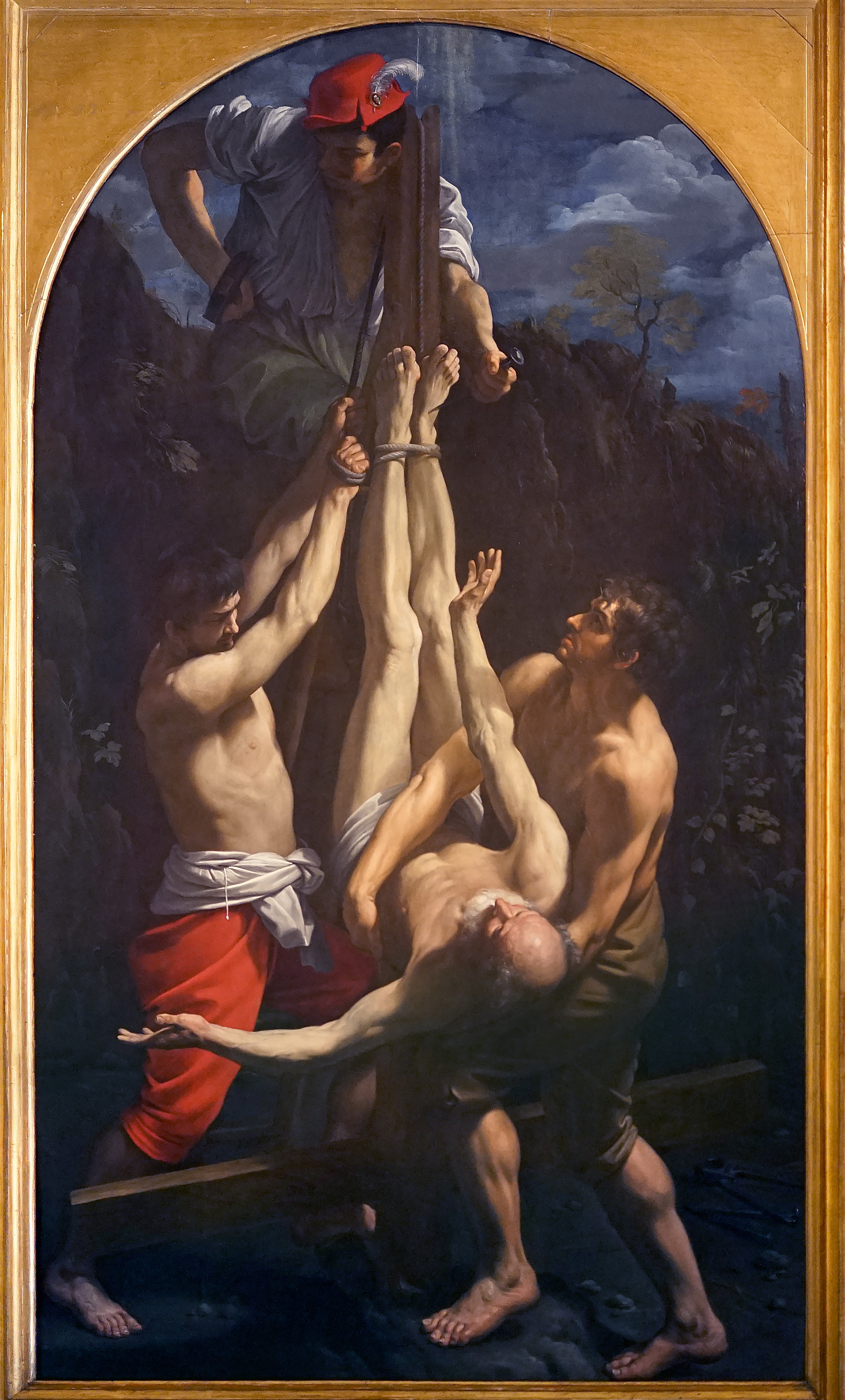
『聖ペテロの磔刑』(1604-1605年頃)、グイド・レーニ
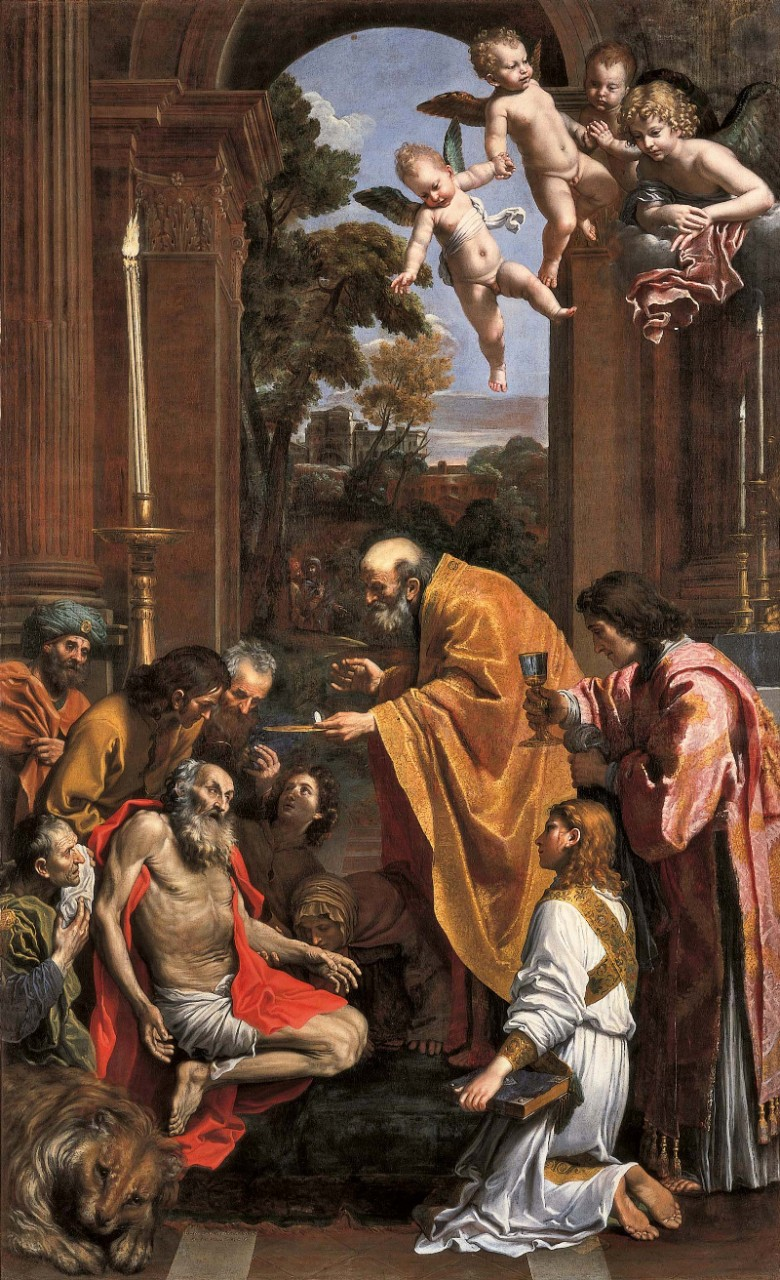
『聖ヒエロニムスの最後の聖体拝領』(1614年)、ドメニキーノ
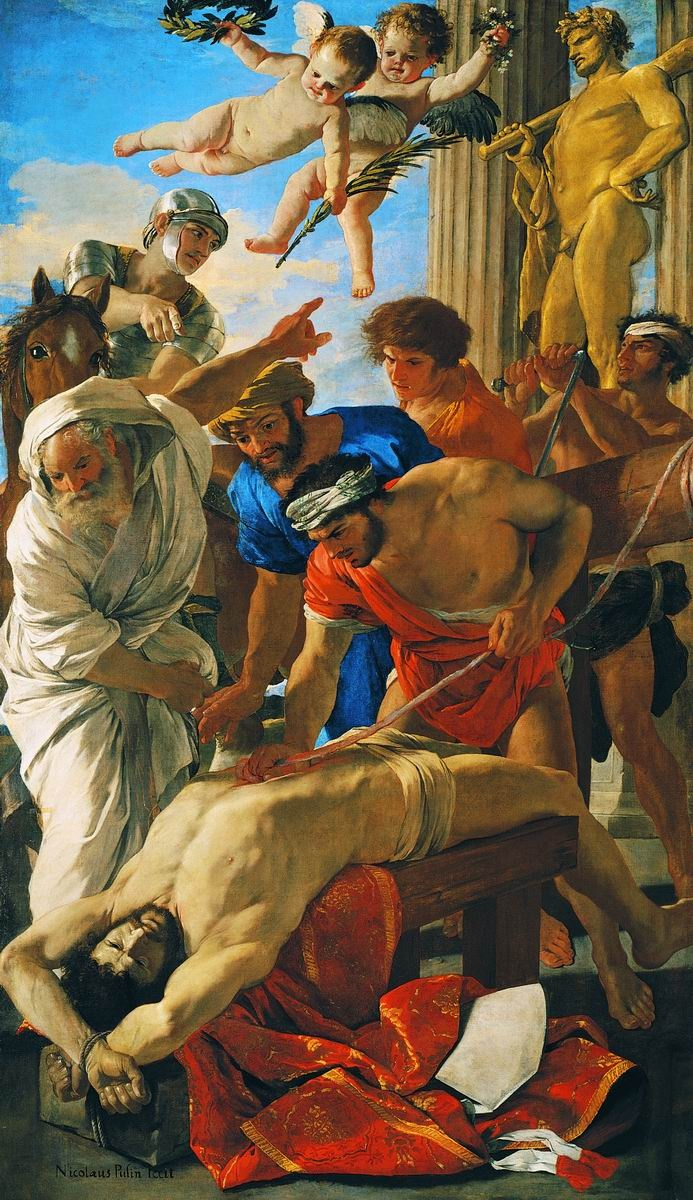
『聖エラスムスの殉教』(1628-1629年)、ニコラ・プッサン